# 皮拉米登科格爾山

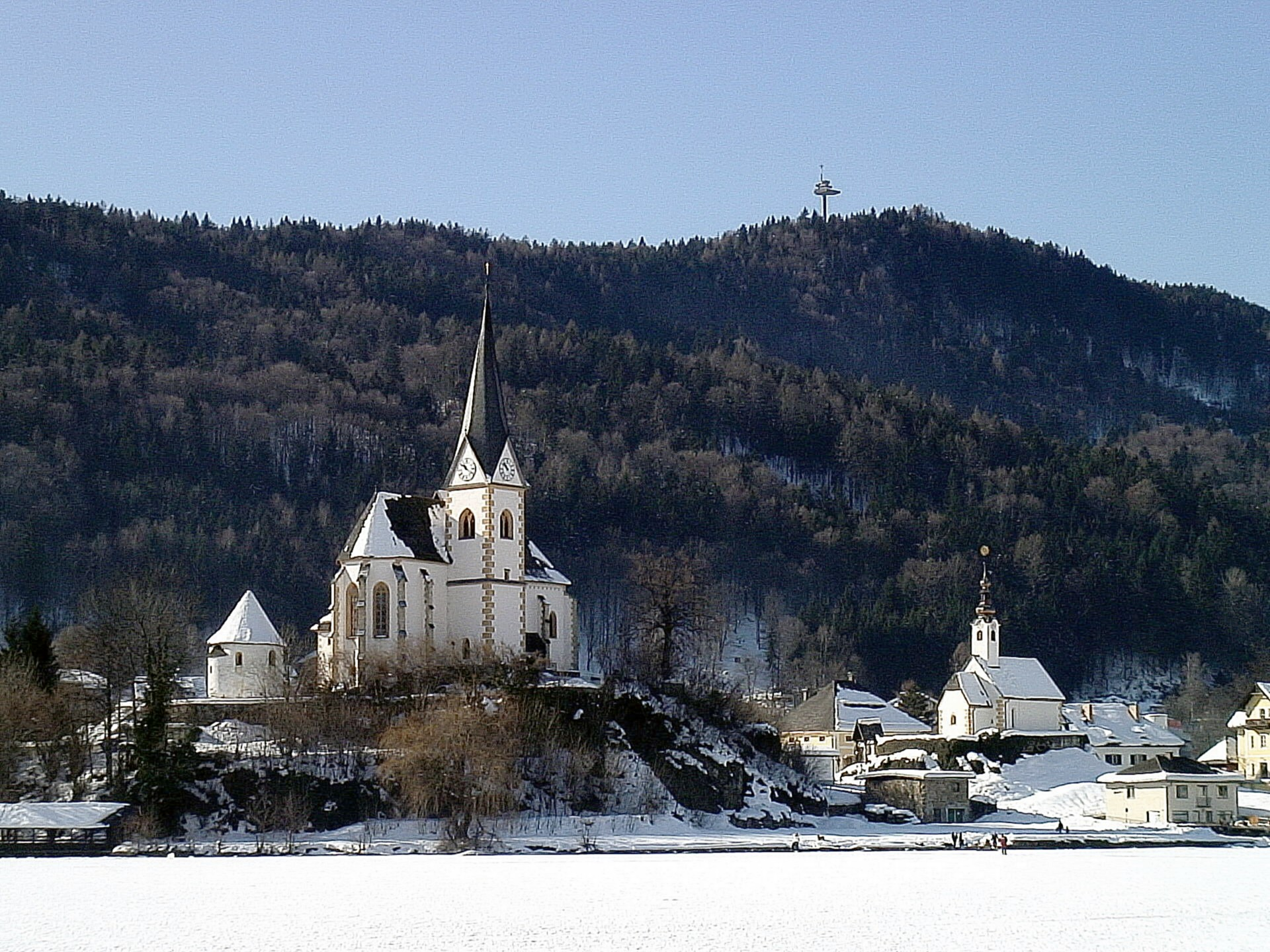

46°36′31″N 14°8′40″E / 46.60861°N 14.14444°E
皮拉米登科格爾山（德語：Pyramidenkogel），是奧地利的山峰，位於該國南部，由克恩頓州負責管轄，屬於薩特尼茨山的一部分，海拔高度850米，每年平均降雨量2,054毫米。